# Reményik László (labdarúgó)
Reményik László, dr. (Szeged, 1941. augusztus 31. – 1980. március 18. vagy előtte) labdarúgó, fedezet, edző.

## Élete
Jogi végzettséget szerzett és a rendőrség állományában dolgozott. Fiatalon, gyógyíthatatlan betegségben hunyt el.

## Sportályafutása
1959 és 1967 között a Szegedi EAC labdarúgója volt. Az élvonalban 1959. augusztus 2-án mutatkozott be a Ferencváros ellen, ahol 0–0-s döntetlen született. Összesen 131 élvonalbeli bajnoki mérkőzésen szerepelt és kilenc gólt szerzett. 1968 és 1972 között a Szegedi Dózsa csapatában játszott. Harmincon túl a kispadról segítette korábbi csapatát.